# Paul Rudolph

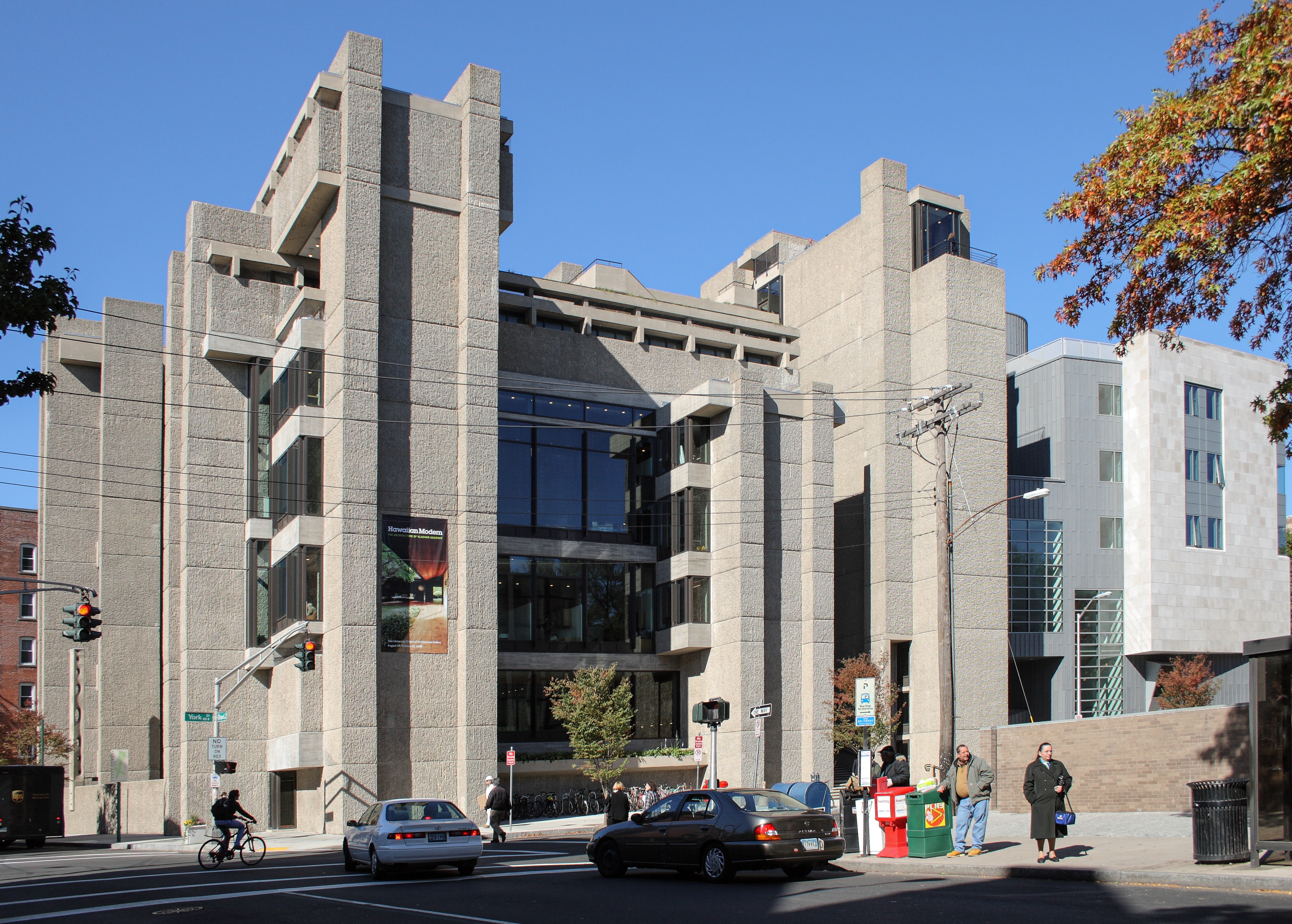
Rudolph Hall, huvudbyggnaden för Yale School of Architecture, ritad av Paul Rudolph 1958 och namngiven efter honom 2008. Tidigare var byggnaden känd som Yale Art and Architecture Building, eller A&A.

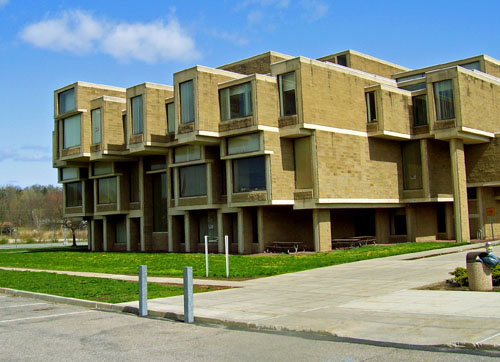
Orange County Government Center

Paul Rudolph, född 23 oktober 1918  i Elkton, Kentucky,  död 8 augusti 1997 i New York, var en amerikansk arkitekt. 

## Biografi
Paul Rudolph fick sin utbildning vid  Alabama Polytechnic Institute under slutet av 1930-talet. Därefter fortsatte han vid Harvard Graduate School of Design där han bland andra hade Walter Gropius som professor. Efter arkitektexamen där 1947 började han arbeta vid ett kontor i Florida innan han 1951 startade ett eget arkitektkontor .
Under 1950-talet kom Rudolph att få ett antal uppdrag i Florida. Majoriteten av dessa projekt handlade om villor och mindre hus som karakteriserades av enkla betongkonstruktioner med stora ljusinsläpp och öppna planlösningar. År 1958 blev han uppmärksammad i en bok om amerikansk samtidsarkitektur och fick kort därefter anställning som dekanus vid Yale School of Architecture i New Haven. Samtidigt fick han också uppdraget att rita skolans nya huvudbyggnad, vilket skulle komma att bli hans mest berömda verk. Byggnaden, som är utförd i brutalistisk stil, definierade också den arkitektur som hädanefter kom att förknippas med Rudolph, med kubistisk modulgeometri, labyrintisk planlösning och många nivåhöjder i en Raumplanliknande konfiguration. Därefter fick han ett antal liknande uppdrag för universitet och federala institutioner runt om i USA.
I slutet av 1970-talet blev den brutalistiska arkitekturen i USA i mångt och mycket utkonkurrerad av postmodernistiska ideal. Rudolph fortsatte dock med sin distinkta stil utanför USA, bland annat i Hongkong och Singapore där han bland annat ritade ett antal kontorsbyggnader.